# Pas de vianants diagonal
Els passos de vianants diagonals, coneguts com a "cruïlles en X" al Regne Unit, pedestrian scramble o Barnes Dance és la disposició dels passos de vianants en una cruïlla que permet creuar als vianants en qualsevol direcció, inclosa la diagonal, al mateix moment mitjançant la interrupció total del trànsit de vehicles durant un període. Aquest tipus de cruïlles es van començar a utilitzar al Canadà i als Estats Units d'Amèrica a finals de la dècada de 1940 però es van suprimir al cap dels anys per prioritzar la circulació de vehicles respecte a la de vianants. Recentment s'han tornat a implantar a diferents ciutats de tot el món per la seguretat que aporten.

## Creació
S'atribuïa la invenció dels passos en diagonal a Henry Barnes (tot i que ell negava haver-los creat) per haver-ne implantat extensament a diferents ciutats dels Estats Units on era responsable de trànsit. Barnes sabia que n'hi havia d'instal·lats a la ciutat de Kansas, a Vancouver i en alguns altres llocs.

## Utilització al món

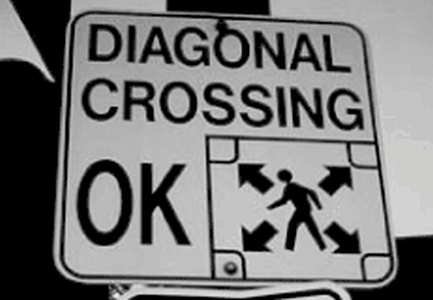
Indicació mostrant que una cruïlla disposa de pas de vianants diagonal.

A Auckland (Nova Zelanda) es va instal·lar el primer pas de vianants diagonal l'any 1958.
A Londres (Anglaterra) l'any 2009 es va instal·lar un pas diagonal a la cruïlla d'Oxford Circus per on hi transiten més de 90 milions de vianants anualment.
A Edmonton (Canadà) el 2018 es van instal·lar dos passos diagonals com a prova pilot. La ciutat havia tingut passos diagonals instal·lats prèviament però el 1959 es van suprimir els dos últims que quedaven.
A Washington DC (Estats Units d'Amèrica) hi ha instal·lats alguns passos diagonals en zones molt freqüentades per vianants.
Al Japó hi ha diverses ciutats que utilitzen els passos diagonals i és on hi ha el que pot ser el més famós del món que fins i tot ha esdevingut un reclam turístic:" la cruïlla de Shibuya" a Tòquio disposa de pas de vianants diagonal que utilitzen entre 1.000 i 2.500 persones cada dos minuts.